# Chaetoplagia atripennis
Chaetoplagia atripennis är en tvåvingeart som beskrevs av Daniel William Coquillett 1895. Chaetoplagia atripennis ingår i släktet Chaetoplagia och familjen parasitflugor. Inga underarter finns listade i Catalogue of Life.